# Mammatus

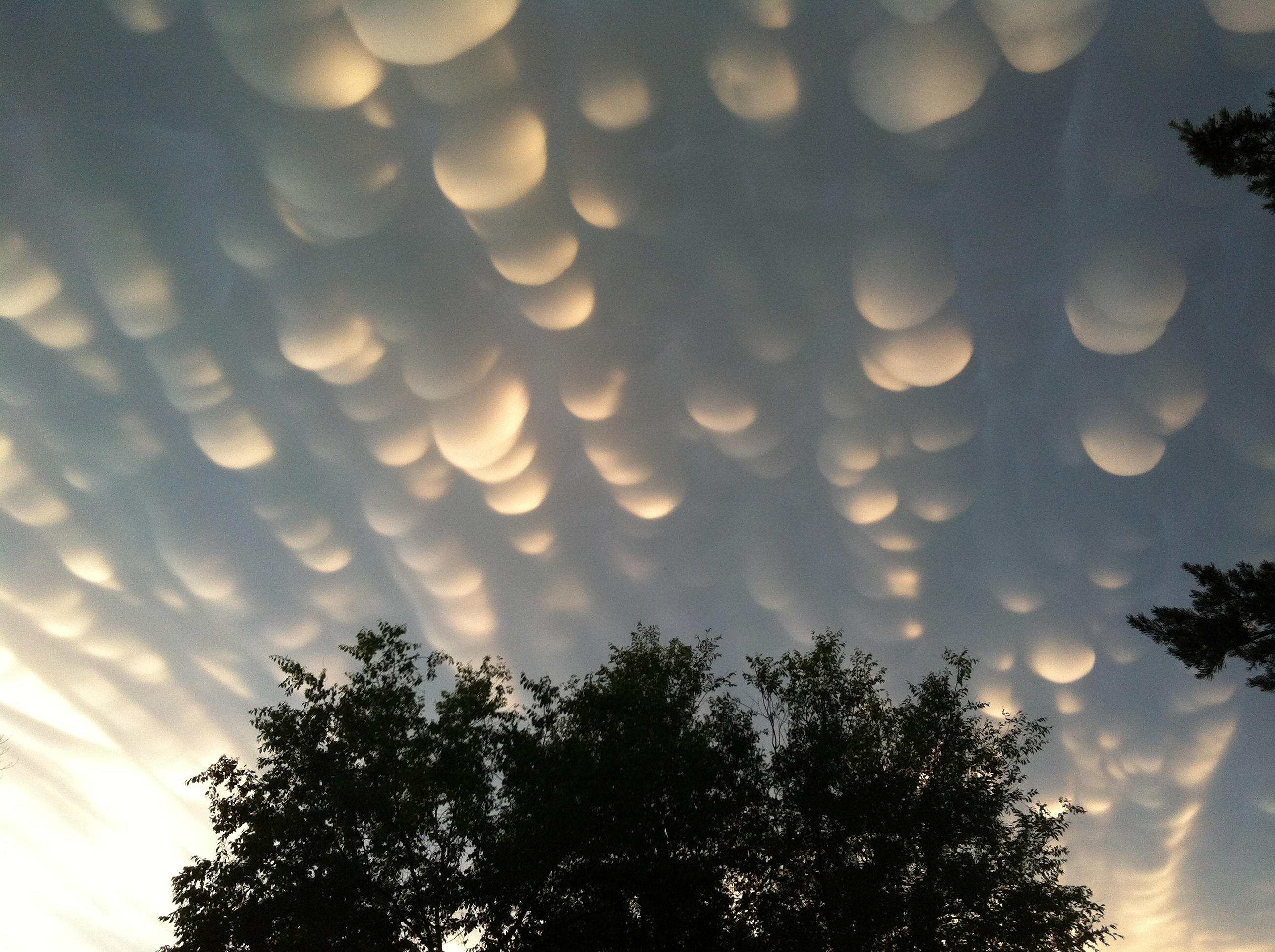
Nori Mammatus în Regina, Saskatchewan

Mammatus, cunoscut și ca mammatocumulus (cu sensul de "nor mamar" sau "nor-sân"), este un termen meteorologic aplicat unui model celular de pungi suspendate dedesubtul bazei unui nor. Numele mammatus este derivat din latinescul mamma  (care înseamnă "uger" sau "piept"). Apare  în zonele cu climă tropicală, dar și în cele cu climă temperată; de obicei în zonele în care apar tornade, indicând ploi abundente cu picături mari.

## Legături externe
- Forming Mammatus Clouds Time Lapse Video Arhivat în 13 mai 2012, la Wayback Machine.
- Mammatus clouds over Hastings, Nebraska Arhivat în 5 septembrie 2006, la Wayback Machine.
- Mammatus Clouds sagging pouch-like structures
- Astronomy Picture of the Day for 30 decembrie 2007
- Mammatus Clouds over St Albans, Hertfordshire, UK on 12 august 2008 at the BBC News web site. 21 august 2008
- Mammatus Clouds over Calgary, Alberta, Canada  in video on 27 iulie 2011